# Muta Mons
Il Muta Mons è una struttura geologica della superficie di Venere.